# Xylotrechus mormonus
Xylotrechus mormonus là một loài bọ cánh cứng trong họ Cerambycidae.